# Colisión aérea en Senegal en 2015
El 5 de septiembre de 2015, el vuelo 071 de CEIBA Intercontinental, un avión de pasajeros Boeing 737 que volaba de Dakar (Senegal) a Malabo (Guinea Ecuatorial), colisionó en el aire con un avión ambulancia Hawker Siddeley HS-125-700A operado por Senegalair. El 737 sufrió daños leves y logró aterrizar de forma segura en Malabo, pero el HS-125, tras permanecer en el aire durante casi una hora con la tripulación inconsciente, acabó estrellándose en el océano, matando a las siete personas a bordo.

## Accidente

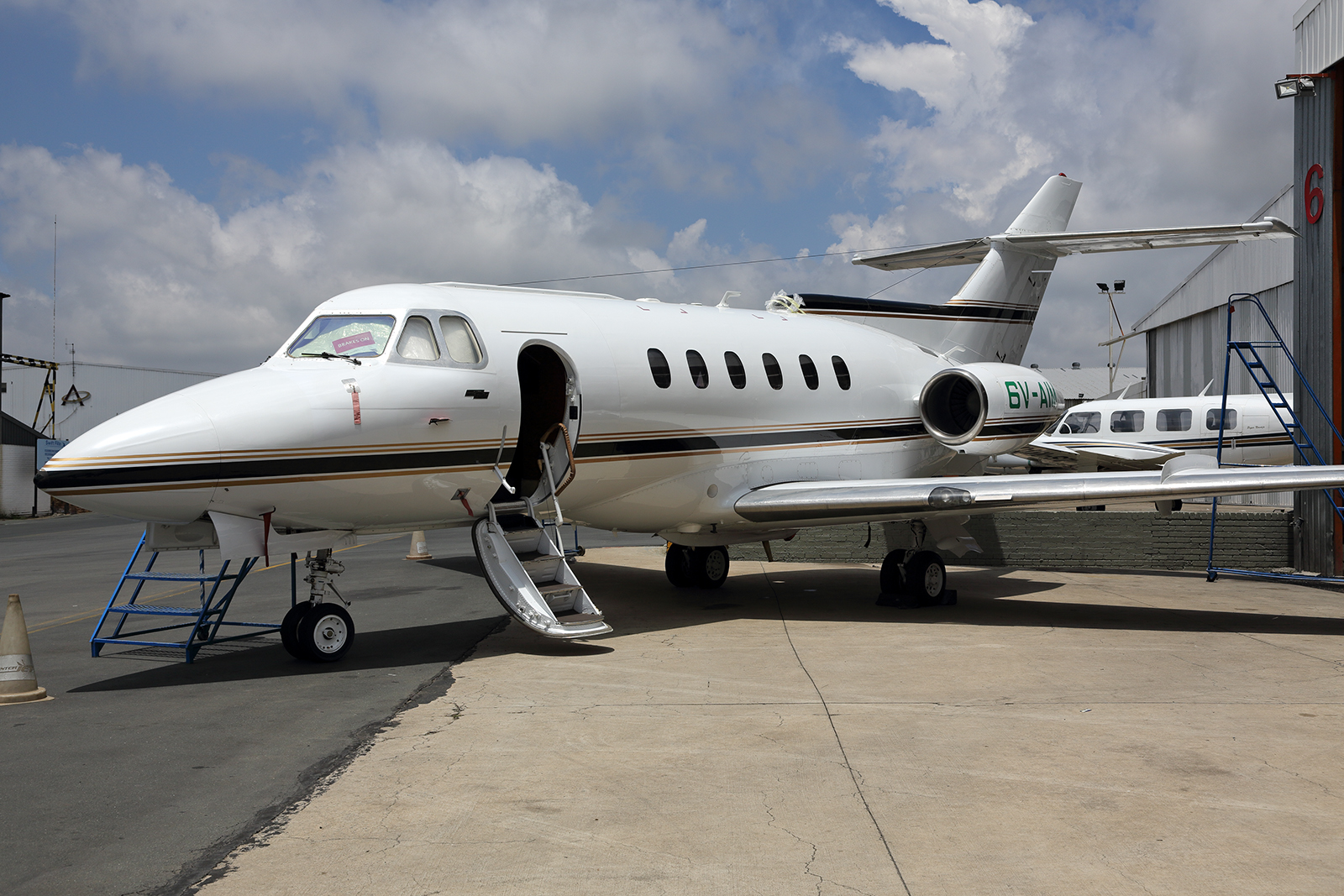
El 6V-AIM, la aeronave implicada en la colisión, que se acabó estrellando y falleciendo todos a bordo.

Los dos aviones colisionaron a las 18:13 aproximadamente a 130 km (80 mi) al este de Tambacounda, Senegal, mientras volaban a una altitud de 35.000 pies (11.000 m) a lo largo de la misma vía aérea en direcciones opuestas, en un área sin cobertura de radar. El impacto cortó la sección superior de 1 metro (3,3 pies) del ala derecha del Boeing y fue registrado en la grabadora de datos de vuelo a bordo como una breve oscilación y una guiñada no comandada corregida rápidamente por el piloto automático.
Se cree que la ambulancia aérea 6V-AIM fue impactada en el fuselaje, lo que provocó la pérdida de presión en la cabina y la incapacitación de la tripulación. El HS-125 continuó volando durante 55 minutos más sin que la tripulación respondiera a ninguno de los varios intentos de contactar con ellos. Voló más allá de Dakar, su destino previsto, antes de presumiblemente quedarse sin combustible y estrellarse en el Océano Atlántico a unos 110 km (70 mi) al oeste de Dakar. Los restos no fueron recuperados.
La tripulación del CEIBA 737 mientras tanto había evaluado que su avión estaba operando normalmente, y decidió saltarse la escala programada en Cotonú, Benin, y en su lugar continuar directamente a Malabo (la base de operaciones de la aerolínea), donde aterrizó sin más incidentes.